# Philippinoma auratofronta
Philippinoma auratofronta är en stekelart som beskrevs av T.C. Narendran 1994. Philippinoma auratofronta ingår i släktet Philippinoma och familjen kragglanssteklar. Inga underarter finns listade i Catalogue of Life.